# Méton
Pour le fromage, voir Metton.
Méton d'Athènes est un astronome qui vécut dans la seconde moitié du Ve siècle av. J.-C., originaire de Leuconoé (canton d'Attique, près d'Athènes). On peut lire chez Théophraste une remarque quant à la patrie de Méton qui confirme qu'il était d'Athènes et élève de l'astronome Phaénos d'Athènes. Il est contemporain de l'astronome Euctémon et a travaillé en étroite collaboration avec lui. Avec Euctémon, il a fait une série d'observations des solstices afin de déterminer la durée de l'année tropique. Le travail d’Euctémon et Méton est l’une des premières réalisations effectives, avec l'échelle numérique des intervalles musicaux, des théories pythagoriciennes de l'ordonnancement numérique de l'univers. 

## Ses origines
Un débat a existé sur la patrie de Méton. Élien parle de lui dans Histoires variées, réaffirmant que Méton est de Leuconoé. Au Ve siècle av. J.-C., le poète Phrynichos le Comique, un contemporain d'Aristophane, dit dans sa pièce Monotropos, confirmant que Méton est de Leuconoé. Au IIIe siècle av. J.-C., l'historien Philochore précise que Méton n'a jamais rien construit à Colone et que personne ne peut dire si Méton a réellement construit quelque chose ou rien dans cette ville. Philochore dit également que Méton a élevé un héliotropion (gnomon à repères de solstices) à Athènes, dans l'endroit où se tenait l'assemblée, près du mur de la Pnyx.

## Théorie
Méton appliqua en 432 av. J.-C. le fameux Cycle métonique, qui a pour base une somme de 235 lunaisons ou 6 940 jours, équivalent à 19 années solaires de 365 jours 5/19. Une meilleure estimation demanderait de prendre en compte un écart 6 minutes et demie par an, qui sur la durée d'un cycle produit une erreur de 2 heures. Théophraste dit explicitement qu'il n'est pas l'inventeur du cycle de 19 ans, trouvaille de Phaénos. Les historiens modernes considèrent qu'il le reprend des astronomes babyloniens, qui connaissent ce cycle avant lui.

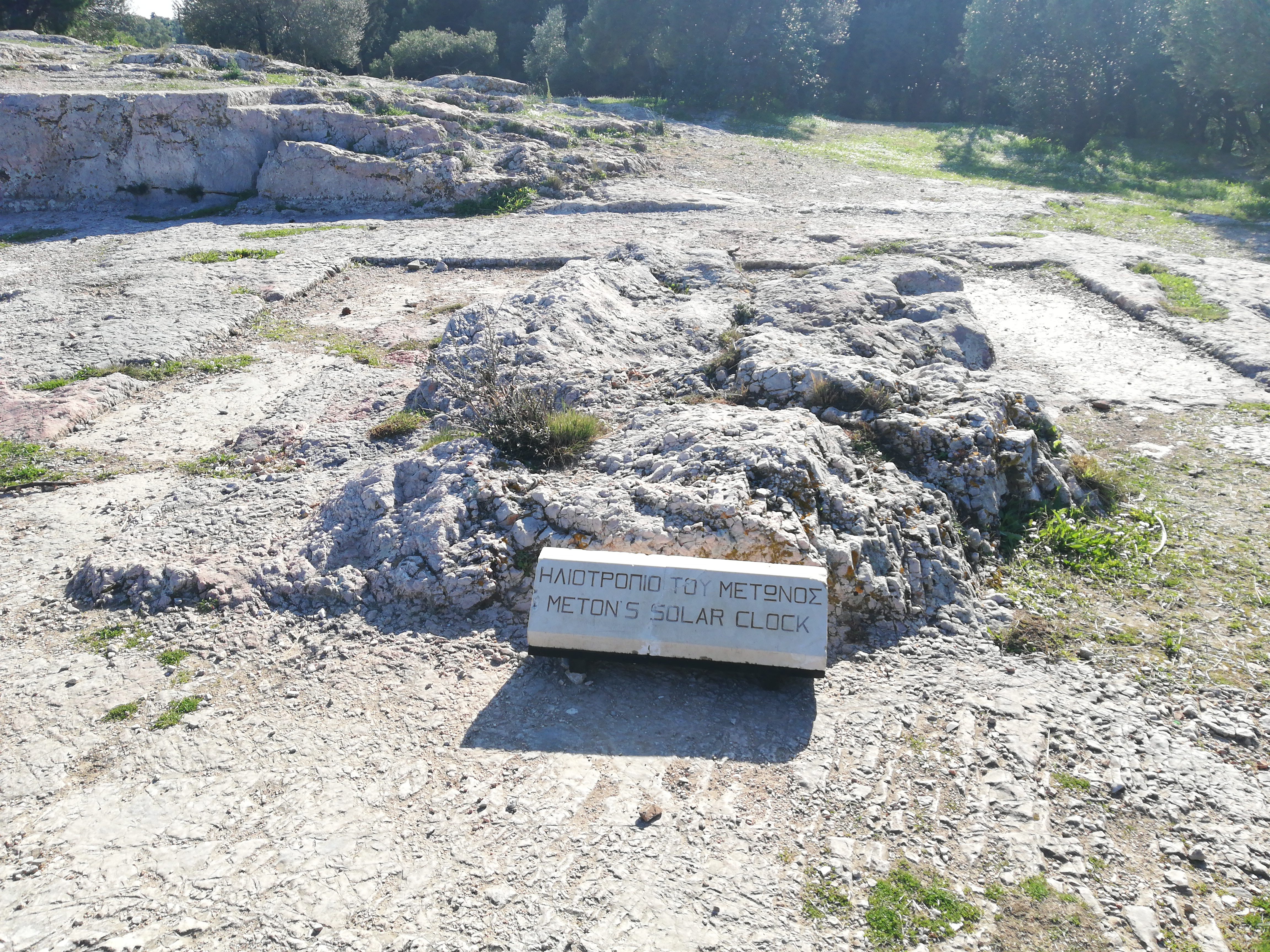
Lieu de l'horloge solaire de Méton d'Athènes, sur la colline de la Pnyx à Athènes, construite dans la deuxième moitié du Ve siècle avant notre ère.